# Mitsume
ミツメ (mitsume?) è una band indie rock giapponese con sede a Tokyo. Insieme alle band スカート (Sukāto?) e トリプルファイヤー (Toripurufaiyā?) sono conosciuti come 東京インディー三銃士 (Tōkyō indī sanjūshi?, Tre moschettieri indie di Tokyo).

## Storia
Kawabe e Otake si sono incontrati all'Università Keio e hanno iniziato a collaborare intorno al 2007.
I mitsume si formano nel 2009 come una band di quattro elementi auto-prodotta a Tokyo ed iniziano ad esibirsi dal vivo nel 2010.
Nell'agosto 2011 la band pubblica l'album di debutto "mitsume" dopo un periodo di registrazione di un anno.
Il secondo album "eye" è uscito a settembre 2012. Allo stesso tempo, la band si esibiva con artisti provenienti da e fuori dal Giappone, e intraprende un tour in Indonesia.
Febbraio 2014 segna una svolta importante per la band, pubblicano il terzo album ささやき (Sasayaki?), e un tour di sette date in Giappone. La data finale del tour, "Sasayaki Release Tour Final", si è tenuta con successo al LIQUIDROOM di Ebisu, Tokyo. Ad ottobre, è stata pubblicata una serie di DVD ed un libro fotografico intitolata "TOUR 2014". A dicembre, la band ha partecipato al "Blue Hawaii Session Tour", è stata la prima volta in cui la band è stata in tour senza artisti ospiti.
La band continua la sua apparizione attiva nella scena musicale giapponese nel 2015 con l'uscita del loro terzo singolo めまい (Memai?) a maggio e un tour promozionale. La band si è esibita per la prima volta in assoluto dal vivo alla Aoyama Spiral Hall (Tokyo) a luglio e lo spettacolo è stato molto ben accolto.
Nel 2016 esce il quarto album "A Long Day".
Nel 2019 esce il quinto album "Ghosts".
L'01 aprile 2020 esce il singolo 睡魔 (Suima?) mentre l'11 novembre 2020 esce il singolo トニック・ラブ (Tonikku rabu?) che anticipano l'uscita del sesto album "Ⅵ" il 24 marzo 2021.
I ミツメ (mitsume) sono stati influenzati dai Pavement. Kawabe cita Lamù - Beautiful Dreamer di Mamoru Oshii, che ha visto da studente universitario, come un film che ha influenzato il suo modo di pensare nella composizione di canzoni.
Il 27 settembre 2024 hanno tenuto il loro ultimo concerto dal vivo “LIQUIDROOM 20th ANNIVERSARY mitsume live 2024 ‘decade’” al LIQUIDROOM e il 30 settembre si sono presi una pausa.

## Membri
- Motoi Kawabe (かわべ もと?), (1987-) - Chitarra, voce
- Masao Otake (おおたけ まお?), (1987 -) - Chitarra, sintetizzatore, coro
- nakayaan (ナカヤーン?), (1989 -) - Basso, Coro
- Yojiro Suda (すだ ようじろう?), (1987-) - Batteria, sampling pad

## Discografia

### Album
- 2017 – mitsume
- 2012 – eye
- 2014 – ささやき (Sasayaki?)
- 2016 – Long Day
- 2019 – Ghosts
- 2021 – Ⅵ

### Singoli
- 2012 – fly me to the mars
- 2013 – うつろ (Utsuro?)
- 2015 – めまい (Memai?)
- 2015 – ブルーハワイ (Burūhawai?)
- 2017 – エスパー (Esupā?)
- 2018 – セダン (Sedan?)
- 2020 – 睡魔 (Suima?)
- 2020 – ダンス (Dansu?)
- 2020 – トニック・ラブ (Tonikku rabu?)
- 2021 – Basic (feat. STUTS) / ジンクス (Jinkusu?)
- 2022 – number
- 2022 – メビウス (Mebiusu?)
- 2023 – チョコレート (Chokorēto?)
- 2023 – 忘れたい (Wasuretai?)

### EP & Live
- 2022 – Mitsume Live "Recording"
- 2023 – ドライブ (Doraibu?)